# CKY (Band)
CKY (Kurzform für Camp Kill Yourself) ist eine US-amerikanische Rockband aus West Chester, Pennsylvania. Sie wurde 1998 gegründet und erlangte unter anderem Bekanntheit durch die Fernsehserien Viva La Bam und Jackass sowie die  CKY-Filme. Der Schlagzeuger der Band, Jess Margera, ist der Bruder des Skateboarders Bam Margera. CKY hat fünf Studioalben veröffentlicht und weltweit über eine Million CDs verkauft.

## Geschichte

### 1992–1998: Gründung und Anfangsjahre
Die Anfänge der Band können bis ins Jahr 1992 zurückverfolgt werden, als Deron Miller und Jess Margera sich in der High-School in West Chester, Pennsylvania kennenlernten. Zusammen gründeten sie 1994 die Experimental-Metal-Band Foreign Objects. Im Jahr 1996 beschlossen sie eine andere musikalische Richtung einzuschlagen, legten Foreign Objects auf Eis und gründeten die Band Oil, die einen radiofreundlicheren Sound hatte. Des Weiteren stieß der Bassist Ryan Bruni zur Band, der jedoch nicht im Studio, wo Miller neben Gitarre auch Bass spielte, sondern lediglich bei Konzerten zum Einsatz kam. Als sie 1997 im Studio ihr erstes Album aufnehmen wollten, trafen sie Chad I Ginsburg, der dort als Produzent arbeitete. Begeistert von ihrem Song Disengage the Simulator stieg dieser als zusätzlicher Gitarrist und Produzent in die Band ein. Zusammen beschlossen sie ihren Sound nochmals zu verändern und benannten sich 1998 auf Millers Vorschlag in Camp Kill Yourself um. Dieser Name wurde kurze Zeit später abgekürzt und sie traten fortan als CKY auf.

### 1998–2002:Volume 1und erste Erfolge
Die Aufnahmen für ihr erstes Studioalbum wurden im Jahr 1998 fertiggestellt und das vollendete Werk erschien am 27. Februar 1999 unter dem Namen Volume 1 auf dem Indie-Label Teil Martin International. Am selben Tag veröffentlichte die Band ebenfalls Volume 2, das als Soundtrack des von Bam Margera produzierten Skate-Videos CKY fungierte und heute ein schwer erhältliches Sammlerstück ist.
Nachdem sie 1999 und 2000 auf der Warped-Tour in den USA gespielt hatten und außerdem die EP Disengage the Simulator herausbrachten, trennten sie sich von dem Bassisten Ryan Bruni. Chad spielte daraufhin kurzzeitig bei Konzerten Bass bis Vernon „Vern“ Zaborowski als neuer Live-Bassist in die Band geholt wurde.
Durch viele Tourneen und dadurch dass ihre Single 96 Quite Bitter Beings, sowie einige andere ihrer Songs, in der TV-Serie Jackass zu hören waren, wurden einige Major-Labels auf CKY aufmerksam und sie wurden 2001 bei Island Records unter Vertrag genommen. Dort wurde Volume 1 nochmal weltweit veröffentlicht und die Band begann daraufhin an ihrem zweiten Album zu arbeiten.

### 2002–2004:Infiltrate•Destroy•Rebuildund internationale Entdeckung
Am 24. September 2002 veröffentlichte CKY ihr zweites Studioalbum Infiltrate•Destroy•Rebuild. In den USA stieg das Album auf Platz 99 in die Billboard 200 ein und steigerte vor allem außerhalb Amerikas den Bekanntheitsgrad der Band. Als Singles wurden Flesh Into Gear, das in den USA auf Platz 38 der Billboard Modern Rock-Charts einstieg und Attached At The Hip veröffentlicht. Danach tourte CKY durch die USA, Kanada und Europa und spielte unter anderem als Support für Guns N'Roses und Metallica, die CKY jeweils als ihren Opening Act ausgewählt hatten und sogar selbst bei ihnen anfragten. 2003 erschien Infiltrate•Destroy•Rebuild: The Video Album, das zu jedem Song auf dem Album ein Video sowie reichlich Bonus-Material enthielt, und die EP Hellview.
Während einer weiteren Tour im Jahr 2004 beschloss die Band, sich wegen Unstimmigkeiten von dem Bassisten Vern zu trennen. Chad übernahm bis zum Ende dieser Tour wieder die Rolle des Bassisten, danach begann sie mit der Arbeit an ihrem nächsten Studioalbum.

### 2005–2007:An Answer Can Be Foundund neues Label
An Answer Can Be Found erschien am 28. Juni 2005 und stieg auf Platz 35 in die Billboard 200 in den USA ein. Die einzige Single des Albums war Familiar Realm und konnte sich auf Platz 32 der Billboard Modern Rock-Charts platzieren. Kurz nach der Veröffentlichung des Albums wurde bekanntgegeben, dass Matt Deis als erster Vollzeit-Bassist in die Band eintrete.
2005 und 2006 tourte die Band wieder, um ihr Album zu promoten. Des Weiteren wurde 2006 das vertragliche Verhältnis von CKY und Island Records wegen Differenzen in beidseitigem Einvernehmen beendet. CKY unterschrieb daraufhin einen Vertrag beim Major-Label Roadrunner Records und begann 2007 mit den Aufnahmen an einem weiteren Studioalbum. Außerdem wurde 2007 das Bootleg Live at Mr. Smalls Funhouse veröffentlicht, das ein komplettes Konzert der Band auf CD und DVD beinhaltet. Der Band gefiel dieses so gut, dass sie beschloss, es zu unterstützen und auf anschließenden Tourneen zu verkaufen.

### 2007–2010: Auszeit undCarver City

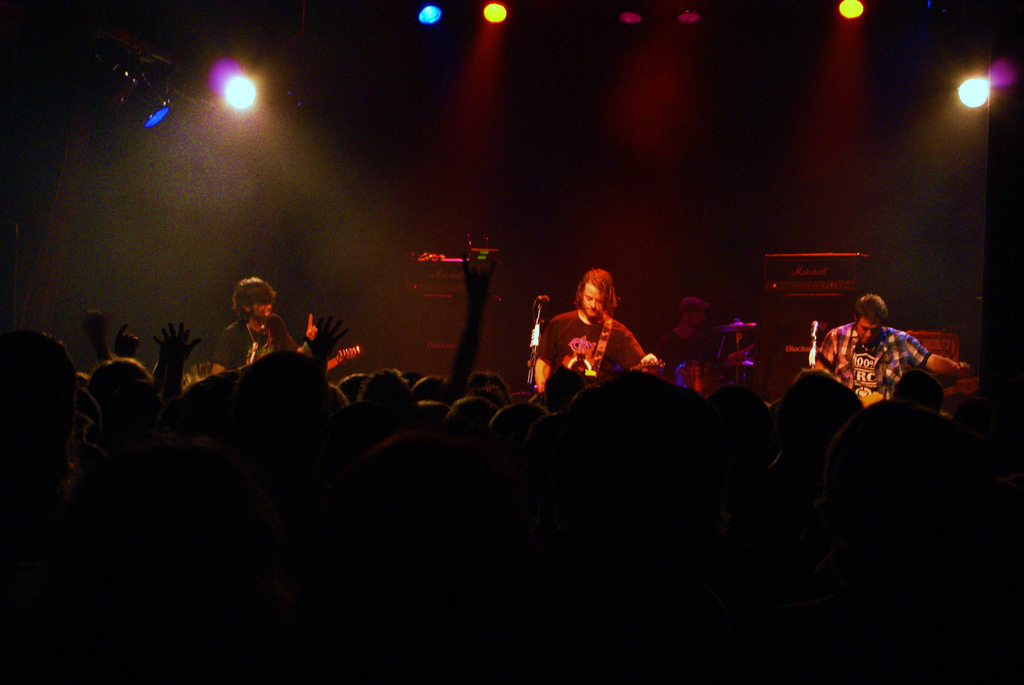
CKY (2009)

Im Herbst des Jahres 2007 unterbrach CKY die Aufnahme ihres Albums, um auf der Viva La Bands-Tour, die von Jess’ Bruder Bam gesponsert wurde, zu spielen. Dort kam es jedoch zu heftigen Streitereien zwischen den Bandmitgliedern und sogar zu körperlichen Auseinandersetzungen. CKY brachen daraufhin die Tour ab und stoppten die Arbeit an ihrem neuen Album. Für etwa ein Jahr herrschte Funkstille zwischen den Bandmitgliedern, und sie arbeiteten in dieser Zeit mit ihren inzwischen gegründeten Nebenprojekten – Deron mit World Under Blood und Jess mit The Company Band – und verbrachten Zeit mit ihren Familien.
Im Oktober 2008 wurde das Schweigen gebrochen und CKY kündigte an wieder zurück zu sein und ihr neues Album fertigzustellen. Sie spielten eine Tour und veröffentlichten am 19. Mai 2009 ihr viertes Studioalbum Carver City. Dieses stieg auf Platz 46 der Billboard 200 ein und brachte die Singles Hellions On Parade, A#1 Roller Rager und ...And She Never Returned hervor. Es ist außerdem ihr erstes Album auf dem einer ihrer Bassisten bei den Aufnahmen mitwirkte. Nach der Veröffentlichung begannen CKY wieder mit umfangreichen Tourneen durch Nordamerika, Europa und Australien und spielte sogar einige Konzerte in Japan, bei denen sie zusätzlich von dem Keyboarder Matt „Matty J“ Janaitis unterstützt wurden.

### 2010–2011:AfterworldundB-Sides & Rarities
Im Frühjahr 2010 wurde bekannt gegeben, dass CKY und der Bassist Matt Deis von nun an getrennte Wege gehen werden. Sein Nachfolger am Bass (auch im Studio) wurde der bis dahin als Live-Keyboarder agierende Matt Janaitis, den Part des Keyboarders bei Konzerten übernahm Robert „Murry“ Valeno. CKY spielte im Sommer 2010 auf einigen großen Festivals wie dem Sonisphere-Festival in England, des Weiteren steuerte die Band im Herbst des Jahres den neuen Song Afterworld, bei dem Chad erstmals als Lead-Sänger fungiert, zum Soundtrack des dritten Jackass Kinofilms bei und veröffentlichte diesen auch als Single.
Am 22. März 2011 erschien die Compilation B-Sides & Rarities, eine Sammlung unveröffentlichter und seltener Songs von CKY, auf ihrem eigenen Label Distant Recordings. Eine Ergänzung dieser Compilation erschien im Herbst desselben Jahres unter dem Namen B-Sides & Rarities 2. Nachdem sie im Sommer 2011 unter anderem auf den Download-Festival gespielt hatte, legte die Band danach eine Pause ein, da es wieder zu Unruhen zwischen den Bandmitgliedern kam und es Unstimmigkeiten bezüglich der weiteren Zukunft der Band gab. Für Dezember des Jahres kündigte sie jedoch ein Konzert in den USA an und wurden für das im Frühjahr 2012 stattfindende Soundwave-Festival in Australien bestätigt.

### 2011 bis heute: zweite Auszeit und Abgang von Deron Miller

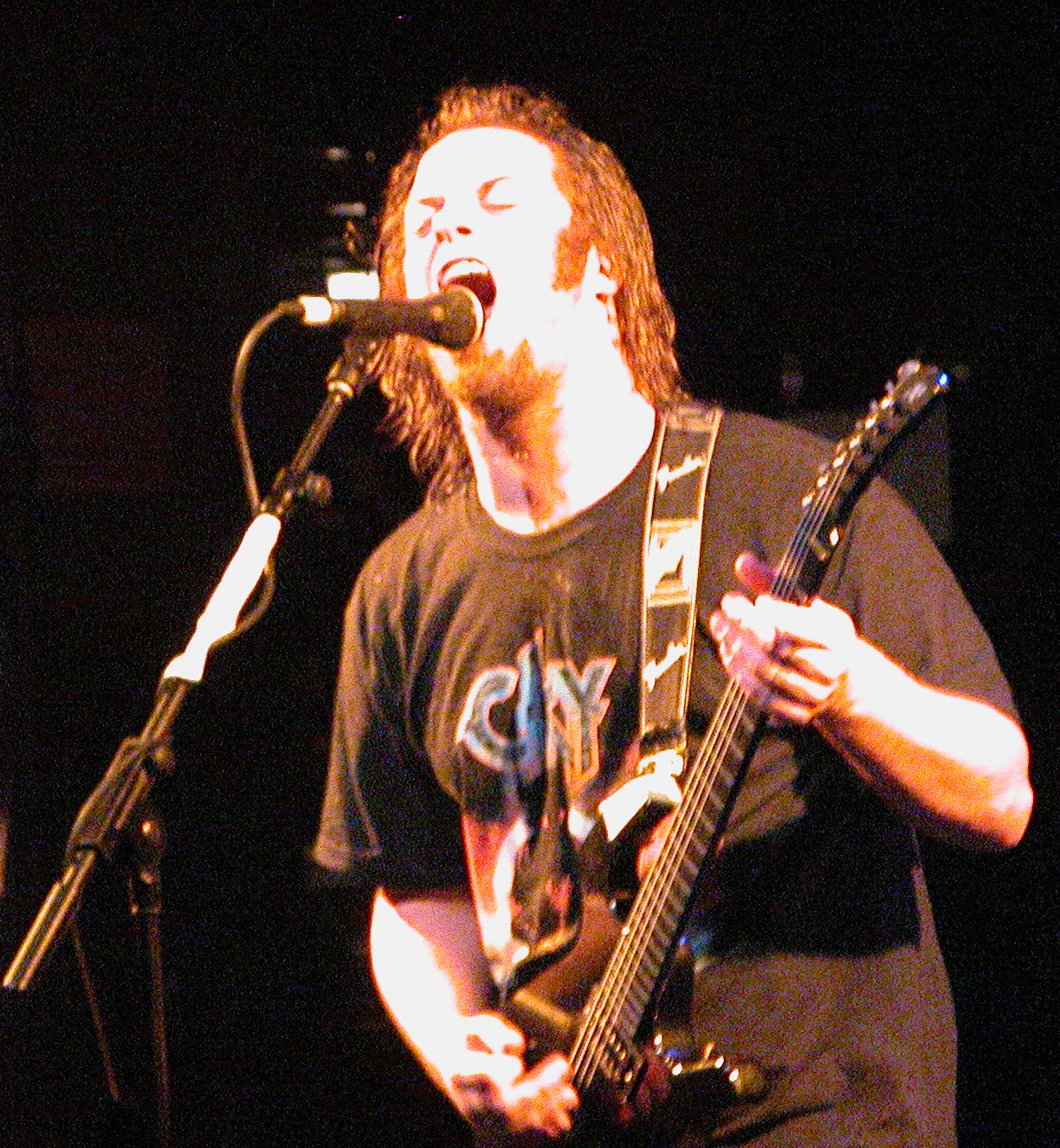
Deron Miller schrieb den Großteil der Songs während seiner Zeit in der Band.

Während und nach ihrem US-Konzert im Dezember 2011 kam es zu weiteren Unstimmigkeiten zwischen den Bandmitgliedern. Sänger und Gitarrist Deron Miller verließ daraufhin CKY, da er laut eigenen Aussagen kein Interesse mehr an der Band habe und sich mehr seinem Death-Metal-Nebenprojekt World Under Blood widmen wolle. Für die 2012 geplanten Shows im Rahmen des Soundwave-Festivals wurde er durch Daniel Davis ersetzt. Die Band kündigte daraufhin an, mit Davis weitermachen zu wollen und neue Songs zu schreiben, seitdem hörte man jedoch nichts mehr von Aktivitäten der Band und es fanden auch keine weiteren Konzerte statt.
Ende 2013 gab Miller bekannt, dass er zur Band zurückkehren und an einem neuen Album arbeiten wolle. Es ist jedoch noch nicht bekannt, wer an diesem beteiligt sein wird, da weiterhin Streitigkeiten zwischen der aktuellen Bandbesetzung bestehen.
Am 27. Mai 2016 gab die Band via Facebook bekannt, dass Matt Deis wieder Bassist sei, dafür aber Miller, Matt "Matty J" Janaitis und Robert "Murry" Valeno die Band in letzter Zeit verlassen haben. Des Weiteren wurde bekannt, dass bereits neue Demos aufgenommen wurden und die Band im Juli 2016 ein neues Album im Rancho De La Luna Studio (Joshua Tree, Kalifornien) aufnehmen will.
Das neue Studioalbum The Phoenix erschien am 16. Juni 2017.
Am 3. Juni 2019 gab Bassist Matt Deis seinen erneuten Ausstieg aus der Band bekannt.
Aktuell besteht die Band offiziell nur aus Chad Ginsburg und Jess Margera.

## Trivia
- Neben der Band CKY gibt es auch noch die vier Videos CKY, CKY2K, CKY3 und CKY4, die größtenteils von Bam Margera produziert wurden. Die Hauptdarsteller der Serie wurden somit zur CKY-Crew und traten später auch in der TV-Serie Jackass sowie deren Filmablegern auf: Bam Margera, Ryan Dunn, Brandon DiCamillo, Raab Himself und Rake Yohn. Nach Jackass war die gesamte Truppe in der TV-Show Viva La Bam zu sehen. Die diversen Aktivitäten in diesen Filmen und Serien werden oft musikalisch von CKY-Liedern untermalt, in manchen Projekten der CKY-Crew tauchen auch die Bandmitglieder selbst kurz auf.
- Sänger und Songwriter Deron Miller ist ein großer Fan von Horrorfilmen, was sich in vielen Songs der Band ausdrückt. Außerdem spielt er gelegentlich kleinere Rollen in Low-Budget-Horrorfilmen.
- Jedes Album von CKY wurde bisher von Chad Ginsburg produziert.
- Im Kino konnte man den Song „Flesh Into Gear“ in Jackass: The Movie und „Afterworld“ in Jackass 3D hören.
- 96 Quite Bitter Beings wurde im Internet auch als „Shopping Cart Song“ bekannt, da er in einer Szene der Jackass-Fernsehserie gespielt wird, in der Margera und die Crew sich in Einkaufswagen setzen und sich, indem sie gegen Bordsteine und ähnliches fahren, zum Stürzen bringen. Viele Zuschauer wollten anschließend wissen, welches Stück bei der Shopping-Cart-Szene im Hintergrund lief.
- Bam Margera, dessen Eltern Phil und April und der Rest der CKY-Truppe besuchten oft Konzerte der Band und machten während dieser gelegentlich Ansagen.

## Diskografie

### Studioalben
- 1999: Volume 1
- 2002: Infiltrate•Destroy•Rebuild
- 2005: An Ånswer Can Be Found
- 2009: Carver City
- 2017: The Phoenix

### Kompilationen
- 1999: Volume 2
- 2011: B-Sides & Rarities
- 2011: B-Sides & Rarities 2

### EPs und Singles
- 2000: 96 Quite Bitter Beings
- 2000: Disengage the Simulator (EP)
- 2002: Flesh into Gear
- 2003: Attached at the Hip
- 2003: Hellview (EP)
- 2005: Familiar Realm
- 2009: Hellions on Parade
- 2009: A#1 Roller Rager
- 2009: ...And She Never Returned
- 2010: Afterworld

### DVDs und Videos
- 2003: Infiltrate•Destroy•Rebuild: The Video Album
- 2007: Live at Mr. Smalls Funhouse